# Proba-V
El PROBA-V (Project for On-Board Autonomy) és el quart satèl·lit de la sèrie PROBA de l'Agència Espacial Europea; la V és per vegetació.

## Satèl·lit
PROBA-V és una missió d'observació terrestre del tipus SPOT operat per l'ESA i muntat en una plataforma PROBA. La missió serà utilitzada com cobertura entre la fi de la vida útil de l'SPOT i el llançament del seu successor que suportarà aplicacions com ara control terrestre, monitoratge de desatres i estudis de la biosfera. El satèl·lit conté una versió reduïda de l'instrument Vegetació actualment a bord dels satèl·lits SPOT per proporcionar un resum diari de creixement de la vegetació mundial; el seu instrument òptic té un NIR-blau-roig (100m) + SWIR (200 m) amb capacitat d'una franja de 2250 km i una precisió geomètrica de 0,3 píxels. Aquesta és la primera missió completa amb plataforma PROBA i té una agenda molt atapeïda de desenvolupament.

## Llançament
El satèl·lit va ser llançat des de l'ELV al Port Espacial Europeu de Kourou a bord del segon llançament del coet Vega el 7 de maig de 2013 juntament amb el satèl·lit vietnamita VNREDSat 1A.